# همجنس‌گراهراسی

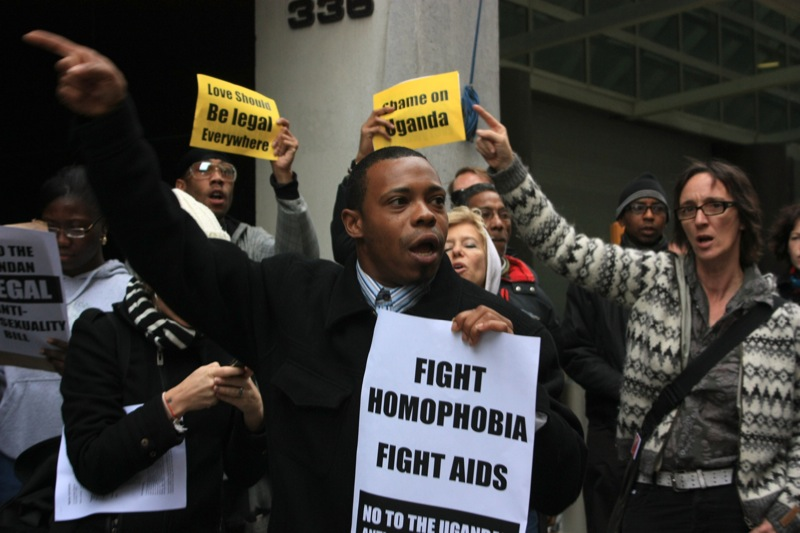
تظاهرات در نیویورک در اعتراض به قانون ضد همجنس‌گرایی در اوگاندا، ۲۰۱۴

همجنسگرا هراسی، همجنسگرا ستیزی یا هوموفوبیا (انگلیسی: Homophobia )دامنه‌ای از نگرش‌های منفی شامل ترس و بیزاری یا تبعیض نسبت به همجنس‌گرایان است.
روان‌شناس و فعال حقوق همجنس‌گرایان، جرج وینبرگ (George Weinberg)، واژهٔ هوموفوبیا را در کتاب جامعه و همجنسگرای سالم، در سال ۱۹۷۲، یک سال پیش از رأی انجمن روان‌پزشکی آمریکا نسبت به حذف همجنسگرایی از فهرست اختلالات روانی، به کار برد. واژهٔ مورد استفادهٔ وینبرگ به ابزاری پراهمیت برای فعالان حقوق همجنس‌گرایی، وکیلان و دیگر همراهانشان تبدیل گردید. او این مفهوم را به عنوان یک فوبیا تفسیر کرد:
«فوبیا در مورد همجنس‌گرایان ترسی از همجنسگرایان است که به نظر می‌رسد با ترس سرایت به خود، ترس از دست دادن چیزهایی که برایش مبارزه کرده - خانه و خانواده - مرتبط است. این ترس یک وحشت مذهبی است که باعث سبعیت عظیمی که وحشت‌ها همیشه موجب می‌شوند شده‌است.»
به مفهوم درآوردن تعصب نسبت به گی‌ها و لزبین‌ها به عنوان یک معضل اجتماعی که برای جلب توجه مطالعات دانشگاهی ارزشمند باشد چیز جدیدی نیست، اما وینبرگ اولین فردی بود که برای آن نام تعیین کرد.
دو واژهٔ برگرفته از هوموفوبیا: هوموفوبیک و هوموفوب، در توصیف شخصی است که نشان همجنسگراستیزی دارد.

## تاریخچه
به گفتهٔ دانشنامه بریتانیکا، تمایل همجنسگرایانه، به خصوص در مورد مردان، در بین تمدن‌های باستانی مورد احترام و پذیرفتنی بود ولی در قرون وسطی، عدم تحمل این روابط، در بین پیروان مسیحیت و اسلام فزونی یافت. در اواخر قرن نوزدهم میلادی، برخی از روان‌شناسان در کشورهای غربی، همجنسگرایی را چیزی بیشتر از یک رفتار موقت تلقی کردند و دریافتند که تغییرپذیر نیست. با گسترده‌تر شدن انقلاب صنعتی و افزایش مهاجرت روستاییان به شهرها و درنتیجه افزایش جمعیت شهری، افراد همجنسگرا توانستند در بین خود انسجام و سازماندهی ایجاد کنند؛ هرچند که پیوستن افراد به این گروه‌ها در ابتدا به صورت ناشناس صورت می‌گرفت اما در نهایت منجر به بیشتر دیده شدن و مطالعه علمی پدیده همجنس‌گرایی شد.
از اصطلاح homosexuality (که در فارسی به همجنسگرایی ترجمه می‌شود)، برای نخستین بار در سال ۱۸۶۸ استفاده شد و دو دهه بعد، تحقیقات ریشارد فون کرافت-ابینگ نشان داد که همجنسگرایی میل جنسی ثابتی است. به گفته بریتانیکا، زیگموند فروید در سال ۱۹۰۵، «این تصور نادرست را ترویج کرد» که همجنسگرایی، محصول تربیت کودک است و به والدین نکاتی را گوشزد کرد تا فرزندان خود را دگرجنسگرا بار بیاورند. او حضور پدر و مادر را در تربیت فرزند ضروری دانست و گفت: «فقدان یک پدر قدرتمند در دوران کودکی در خیلی از مواقع احتمال بروز وارونگی عاطفی را تشدید می‌کند.» به تاسی از نظر فروید، از آنجا که پدران در دوران صنعتی می‌بایست ساعات طولانی را در محیط کار سپری کنند، نهادهای اجتماعی تک‌جنسیتی (مانند گروه‌های پیشاهنگی و باشگاه‌های ورزشی) ایجاد شدند تا در غیاب پدران، پسران را با الگوهای رفتاری دگرجنسگرایانه آشنا کنند. فلسفه این نهادهای اجتماعی این بود که با آموزش مردانگی به پسران و زنانگی به دختران، می‌تواند از همجنسگرا شدن آنها جلوگیری کند. انجمن روان‌پزشکی آمریکا، در نخستین ویرایش از راهنمای تشخیصی و آماری اختلال‌های روانی، که در سال ۱۹۵۲ منتشر شد، همجنسگرایی را در طبقه «بیماری‌شناسی» قرار داد و این طبقه‌بندی در ویرایش‌های بعدی این مرجع، تا سال ۱۹۷۳ پابرجا ماند.
در سال ۱۹۷۳، جرج وینبرگ، روان‌شناس آمریکایی، در مقاله‌ای کتاب جامعه و همجنسگرای سالم، عبارت همجنسگراهراسی را به کار برد و اطلاق «مشکل» به همجنسگرایی را به چالش کشید. انتقاد به خصومت با همجنسگرایان، از دهه‌ها قبل از او در اروپا و آمریکا مطرح بود، اما نامی که او بر این پدیده نهاد، به گسترش این باور کمک کرد که همجنسگراهراسی یک مشکل اجتماعی است که ارزش مداخله و تحقیق علمی دارد.
همجنسگراهراسی در غرب، در دهه ۱۹۸۰ با گسترش ایدز به اوج رسید. در آن زمان ابتلا به ایدز، نوعی برچسب همجنسگرا بودن را به همراه داشت و از این رو، افراد جامعه سعی کردند آگاهی خود را نسبت به این که افراد همجنسگرا در کدام نهادهای اجتماعی حضور دارند، افزایش دهند. مردم از این که افراد دیگر را به صورت پیش‌فرض، دگرجنسگرا بینگارند، دست برداشتند. از سوی دیگر، تقویت بنیادگرایی مسیحی در آمریکا، مردان را بر آن داشت که بیش از گذشته، رفتار و کردار خود را با دگرجنسگرایی تطبیق دهند؛ نمودهایی که زنانه تلقی می‌شد در بین مردان کنار گذاشته شد. اما از سوی دیگر، حمایت‌های سیاسی از حقوق همجنسگرایان و لغو قوانین ضد همجنسگرایی نیز صورت می‌گرفت.
در آغاز قرن بیستم، معلوم شد که شانس ابتلا به ایدز، در همجنسگرایان و دگرجنسگرایان یکسان است و در اکثر کشورهای غربی، قوانین ضد همجنسگرایی منسوخ شد. در اروپا و آمریکای شمالی، به مرور با کاهش همجنسگراهراسی در بعضی شاخه‌های مسیحیت، توسعه ارتباطات گی‌ها و لزبین‌ها با دگرجنسگرایان در بستر اینترنت و علنی کردن گرایش جنسی توسط شمار بیشتری از همجنسگرایان، همجنسگراهراسی تا حد زیادی کاهش پیدا کرد و اقلیت‌های اجتماعی از حقوق برابر با دگرجنسگرایان برخوردار شدند.
با این حال، کاهش همجنسگراهراسی فرهنگی و حقوقی در کشورهای مختلف، آهنگ یکسانی نداشته‌است. در حالی که همجنسگرایی در آمریکای شمالی، آمریکای جنوبی، اروپا و استرالیا جرم‌زدایی شده، این چشم‌انداز در آفریقا و بخش‌هایی از آسیا هنوز محقق نشده‌است. در بیشتر مناطق خاورمیانه، قوانینی علیه همجنسگرایان وجود دارد و حتی در برخی از کشورهای تابع قوانین اسلامی محافظه‌کارانه، رفتارهای همجنسگرایانه ممکن است مجازات اعدام داشته باشد.

## واژه‌شناسی
تا قبل از وینبرگ، واژه هموفوبیا در معناهای دیگری به کار رفته بود. از آنجا که پیشوند homo را می‌توان به واژه لاتین یا یونانی در مفهوم «مرد» ربط داد، می‌شود مفهوم «ترس از مردان» را برای آن در نظر گرفت؛ چنان‌که در دهه ۱۹۲۰، به صورت محدود، در چنین مفهومی به کار برده شده بود. در سال ۱۹۹۷ مایکل کیمل، جامعه‌شناس، با پیروی از گفتاری از کلارک و نیکولز که در نشریه اسکرو در سال ۱۹۶۹ منتشر شد، معنای اصلی آن را «ترس مردان از مردان دیگر» دانسته‌است؛ یعنی ترس یک مرد از این که مردان دیگر او را به‌اندازه کافی مردانه نبینند.
بیشترین کاربرد این واژه با تعریفی که وینبرگ ارائه کرد، سازگاری دارند. در این مفهوم، پیشوند homo از ریشه یونانی اخذ شده‌است و با phobia، که از واژه یونانی phobos به معنای ترس ریشه گرفته‌است، تناسب بیشتری دارد. با پذیرش این تعبیر، معنای لغوی این واژه، «ترس از همانندی» یا «ترس از شباهت» خواهد بود. جان باسول، تاریخ‌دان اشاره دارد که برای معنای «ترس از همجنسگرایی»، عبارت homosexophobia عبارت مناسب‌تری است اما از آنجا که در فرهنگ آمریکایی، واژه homo به عنوان یک اصطلاح موهن علیه مردان و زنان همجنسگرا به کار می‌رود، کاربرد آن در واژه homophobia، مفهوم «ترس از همجنسگرایی» را به ذهن متبادر می‌سازد.
فرهنگستان زبان و ادب فارسی، واژه هم‌جنس‌گراهراسی به معنای «ترس از وجود تمایل به هم‌جنس در خود یا دیگران» را به عنوان معادل فارسی برای این واژه مصوب کرده‌است.

## تلقی

### به عنوان آسیب روانی
بعضی از اکتیویست‌ها و صاحب‌نظران مانند ویکتوریا براون‌ورث (۲۰۰۱)، الیوت (۱۹۹۸)، جانسون (۱۹۹۳) و مایکل لرنر (۱۹۹۳) از همجنسگراهراسی به عنوان یک آسیب روان‌شناختی یاد کرده‌اند. تحلیل‌های این افراد، عمدتاً کلامی بوده‌است اما بعضی از روانشناسان بالینی از جمله مارتین کانتور (۱۹۹۸) نیز همجنسگراهراسی را، دست کم در مورد برخی افراد، به عنوان یک آسیب روانی تلقی کرده‌اند. با این حال، به گفته گرگوری هرک، داده‌های تجربی برای تأیید کند همجنسگراهراسی به عنوان آسیب روانی کم است. وی ضمن تأیید این مطلب که در بعضی از بیماران روانی، ترس غیرمنطقی یا بیزاری شدید نسبت به همجنسگرایان مشاهده شده‌است، اطلاق کردن برچسب بیماری به همجنسگراهراسی را نشان دادنِ یک موضع‌گیری سیاسی به عنوان یک نتیجه‌گیری علمی تلقی می‌کند و معتقد است از آنجا که ذهن عموم جامعه تمایل دارد بیماری روانی را با «شر» عجین بداند، چنین رویکردی باعث تقویت این سوگیری نادرست اجتماعی می‌شود.

## دوری جستن از انگ همجنسگرایی
در سال ۱۸۹۵، اسکار وایلد، نویسنده ایرلندی در دادگاه به بی‌عفتی محکوم شد. ظاهر متفاوت اسکار وایلد در کنار علاقه‌اش به هنر و زیبایی‌شناسی، باعث شد سوء ظن همجنسگرایی به مردانی شبیه به او تسهیل شود. محکوم شدن اسکار وایلد، به ترویج این کلیشه کمک کرد که مردانی با روحیه لطیف یا زنانه، همجنسگرا هستند و مردانی با روحیه مردانه از همجنسگرایی مبری هستند. به این ترتیب علاوه بر همجنسگرایانی که برای دوری جستن از انگ‌های اجتماعی، تمایل جنسی خود را آشکار نمی‌کنند، دگرجنس‌گرایان هم از آسیب همجنسگراهراسی بر کنار نیستند؛ چون دگرجنسگرا بودن را نمی‌شود اثبات کرد. درنتیجه، علاوه بر همجنسگراهایی که تمایل به ابراز خود ندارند، دگرجنس‌گرایان نیز ناچارند از رفتارهایی که مرتبط با همجنسگرایی مرتبط پنداشته می‌شود، بر حذر باشند؛ مثلاً ورزش‌های رقابتی، خشونت، اتومبیل، آبجو و عدم بروز احساسات، کدهای فرهنگی مردانه و در مقابل، درک هنری، غذای خوب، ورزش انفرادی و برون‌ریزی عاطفی کدهای فرهنگی زنانه تلقی می‌شوند. مردان با نمایش این کدهای فرهنگی مردانه، دگرجنس‌گرا و با نمایش کدهای فرهنگی زنانه، همجنسگرا پنداشته می‌شوند. در مورد زنان نیز همین وضعیت، به صورت معکوس برقرار است.
جامعه‌ای که آگاهی چندانی در مورد همجنسگرایی نداشته باشد (دانشنامه بریتانیکا کشورهای خاورمیانه از جمله ایران را مثال زده‌است و به‌طور خاص، به سخنرانی محمود احمدی‌نژاد در مورد وجود نداشتن همجنسگرایی در کشور اشاره کرده‌است)، پدیده هموهیستری پدید نمی‌آید. به‌طور مثال در این جوامع مردان ممکن است دست در دست هم در خیابان حرکت کنند و این کار، برخلاف فرهنگ‌های هموهیستریک (دانشنامه بریتانیکا کشورهای غربی را مثال زده‌است)، نشانه همجنسگرا بودن شمرده نمی‌شود.

## در میان سیاست‌مداران
همجنس‌گراهراسی در میان برخی سیاست‌مداران نیز دیده می‌شود. در سال ۲۰۱۲ و در پی انتقادهای حقوق بشری اتحادیهٔ اروپا به حکومت الکساندر لوکاشنکو در بلاروس، او با خطاب قرار دادن گیدو وستروله، وزیر امور خارجهٔ وقت آلمان، گفت «دیکتاتور بودن بهتر از همجنس‌گرایی است،» سخنی که به طعنه نسبت به گرایش جنسی وسترووله زده شد. در پی این حرف سخنگوی وقت دولت آلمان به آن واکنش نشان داد:
شوربختانه (سخنان لوکاشنکو) به روشنی جهت‌گیری رئیس‌جمهور بلاروس را در برابر حقوق اولیه نشان می‌دهند. بهتر است این‌گونه نگاه کنیم که اکنون حتی خود او نیز خویشتن را خودکامه می‌داند.
در پی تصویب لایحه‌ای در پارلمان اوگاندا که در آن همجنس‌گرایان مورد تعقیب دولتی قرار می‌گیرند، یوری موسونی رئیس‌جمهور جمهور اوگاندا، در گفتگویی با کریستین امانپور ادعا کرد که همجنس‌گرایی را اروپاییان به این کشور آوردند.

## در میان جانورشناسان
همچنین نگاه کنید به: رفتار همجنس‌گرایانه در جانوران
از گذشته، وجود رفتارهای همجنس‌گرایانه و همجنس‌خواهانه در میان جانوران آشکار بوده‌است و گله‌داران و نگهداری‌کنندگان از جانوران اهلی به وجود چنین گرایش‌هایی در میان جانوران، به ویژه پستانداران، آگاه بودند. با این حال، گزارش وجود چنین گرایش‌هایی در میان جانوران در ژورنال‌های علمی اغلب یا انجام نمی‌شد یا به صورت «موارد غیرطبیعی» گزارش می‌شد. صفت‌ها و واژگانی همچون «غیرعادی»، «عجیب»، «منحرف»، «غیرطبیعی» و «بی‌شباهت» از جمله تعابیری بودند که در دهه‌های گذشته برای گزارش کردن رفتارهای همجنس‌گرایانه در جانوران مورد استفاده قرار می‌گرفتند.
لیندا وولف، نخستی‌شناس، گزارش می‌کند که:
... من با چندین نخستین‌شناس (که بنا بر درخواستشان نامشان را محفوظ می‌دارم) که به من گفته‌اند که در طول بررسی‌های میدانی‌شان رفتارهای همجنس‌گرایانه را در هر دو جنس نر و ماده مشاهده کرده‌اند، صحبت کرده‌ام. آن‌ها نسبت به چاپ داده‌هایشان بی‌اشتیاق بودند که این یا به دلیل ترس‌شان از رفتارهای همجنس‌گراهراسانه («همکارانم گمان خواهند کرد من همجنس‌گرا هستم») بود یا آنکه فاقد چارچوبی برای تفسیر آن داده‌ها بودند («نمی‌دانم این به چه معنا است»). اگر انسان‌شناسان و نخستین‌شناسان بخواهند دید درستی دربارهٔ رفتارهای جنسی نخستیان به دست بیاورند، باید جلوی آنکه الگوی جامعه (با همجنس‌گراهراسی‌اش) راهنمای آن‌ها برای دیدن و گزارش کردن باشد را بگیرند.
ازجمله گزارش‌های جانورشناسان نسبت به رفتارهای همجنس‌گرایانه در جانوران می‌توان به نمونه‌هایی چون «روند رو به کاهش ارزش‌های اخلاقی در پروانه‌ها» یا «جانوران همگی دگرجنسگرا هستند، مگر آنکه گناهشان ثابت شود» اشاره کرد.

## در جامعهٔ ورزشی
ورزش تخصصی از جمله فعالیت‌های انسانی بوده که از دیرباز با مفهوم‌های مردانگی و ماسکولینیته در هم‌آمیخته‌است. به دلیل فضای اغلب مردانه ورزش‌های پرهواداری چون فوتبال، تحمل دگرباشی از سوی بازیکنان و هواداران کمتر بوده‌است و چنین چیزی باعث شده تا همجنس‌گرایان کمتر توانسته باشند در چنین محیط‌هایی رشد و ابراز وجود کنند. این محیط‌ها همچنین مکان‌های مناسبی برای برخورد خشونت‌آمیز با همجنس‌گرایان و سر دادن شعار و دشنام ضد آن‌ها بوده‌اند. بسته بودن محیط‌های ورزشی چون فوتبال سبب آن شده‌است که بازیکنان دگرباش، جرئت آشکارسازی پیدا نکنند.
تاکنون تلاش‌هایی از سوی گروه‌های هوادار حقوق دگرباشان در زمینهٔ برخورد با همجنس‌گراهراسی در تیم‌ها و استادیوم‌های ورزشی صورت گرفته‌است. در سال ۲۰۱۳ میلادی، گروه «فوتبال علیه همجنس‌گراگریزی» از ۱۳۴ باشگاه لیگ برتر انگلستان درخواست کرد تا با بستن بند کفش رنگین کمان پشتیبان‌شان را از بازیکن همجنس‌گرا در فوتبال نشان دهند. این درخواست با موافقت باشگاه فوتبال اورتون همراه شد.

## نقد معنا و مقصود
افراد و گروه‌های با استفاده از این لفظ مخالفت کرده‌اند.

### تمایزها و جایگزین‌های پیشنهاد شده
پژوهشگران الفاظ جایگزین را برای توصیف تعصب و تبعیض علیه همجنس‌گرایان پیشنهاد کرده‌اند. برخی از این جایگزین‌ها شفافیت معنایی بیشتری دارند و برخی دیگر فوبیا را ندارند:
- هومواروتوفوبیا، واژهٔ پیش از هوموفوبیا توسط وینرایت چرچیل نمایشنامه‌نویس رایج شد و در سال ۱۹۶۷ ثبت شد.[۳۱]
- هومونگاتیویتی، مبتنی بر لفظ هومونگاتیویتیسم است که توسط ریکتس و هادسن در مقاله‌ای در ۱۹۹۰ به کار رفت؛ آن‌ها این لفظ را برای اجتناب از کاربرد هوموفوبیا، که آن‌ها در محرک فرضش غیرعلمی می‌دانستند در پژوهش‌شان به کار بردند.[۳۲]
- هتروسکسیسم به نظامی از گرایش‌های منفی، جانبداری، و تبعیض به نفع جهت‌گیری و روابط جنسی جنس مخالف اشاره دارد.[۳۳][۳۴] این لفظ این فرض را که همهٔ هتروسکسوئل هستند یا این که جذابیت‌ها و روابط جنس مخالف تنها هنجار هستند و در نتیجه برترند در بربگیرد.[نیازمند منبع]
- تعصب جنسی، دیویس گریگوری هرک تعصب جنسی را به دلیل توصیفی بودن، خالی بودن از پیش‌فرض در خصوص انگیزه و فقدان قضاوت ارزشی در خصوص بی‌خردی یا غیراخلاقی بودن برچسب خورده‌شدگان ترجیح داد.[۳۵][۳۶] او هوموفوبیا، هتروسکسیسم و تعصب جنسی را مقایسه کرد و با ترجیح سومی بیان کرد که هوموفوبیا «احتمالاً بیشتر مورد استفاده قرار می‌گیرد و بیشتر مورد انتقاد قرار می‌گیرد.» او مشاهده کرد که «منتقدانش ذکر می‌کنند که هوموفوبیا تلویحاً تلقین می‌کند که گرایش‌های ضد گی بهتر از همه به عنوان ترس بی‌خردانه فهمیده می‌شوند و شکلی از بیماری روانی شخصی را به جای یک تعصب تقویت شده از سوی جامعه نشان می‌دهند.»

### مخالفت
تعبیر جانبدارانه
استفاده از هوموفوبیا، هوموفوبیک، و هوموفوب علیه مخالفان حقوق همجنس‌گرایان دارای بار منفی دانسته و مورد انتقاد قرار گرفته‌است. دانشمندان رفتاری ویلیام ا. داناهیو و کریستین کسلز می‌گوید «کاربرد معمول آن یک ارزیابی منفی نامشروع از جایگاه‌های ارزشی باز و قابل بحث مشخص، شبیه برساخته بیماری سابق برای خود همجنس‌گرایی» است، و استدلال می‌کنند که لفظ می‌تواند به عنوان حمله شخصی علیه کسانی که از ارزش‌ها یا جایگاه‌هایی هواداری می‌کنند که کاربر قبول ندارد به کار رود.

### دگرجنس‌گراهراسی
مخالفان حقوق همجنس‌گرایان لفظ دگرجنسگراهراس (انگلیسی: Hetrophobia) را برای نامگذاری تبعیض معکوس یا گرایش‌های منفی علیه دگرجنسگرایان و روابط با جنس مخالف رایج کردند. این واژه که پاسخی مستقیم به کاربرد «همجنس‌گرا» است، مثالی از عکس‌العمل‌های ضد همجنس‌گرایان است.